# Extensió de significat
Extensió o especialització en semàntica consisteix a adaptar el significat d'un mot de la llengua general al significat específic d'un àmbit, partint d'uns trets bàsics comuns. Amb la derivació i el manlleu és un dels procediments més freqüents per designar coses noves. Pot ser un procediment espontani de la comunitat parlant o una intervenció volguda d'un organisme de terminologia. De vegades amb l'evolució de la llengua el mot pot acabar perdent el seu significat original. L'extensió de significat pot ser una font de polisèmia.